# Miss Supranacional 2009
Miss Supranacional 2009 fue la 1.ª edición del certamen Miss Supranacional, correspondiente al año 2009; la cual se llevó a cabo el 5 de septiembre en el Anfiteatro de Płock de la ciudad de Płock, Polonia. Candidatas de 36 países y territorios autónomos compitieron por el título. Al final del evento, Oksana Moria, de Ucrania, fue coronada como la primera Miss Supranacional.

## Resultados
| Posiciones              | Candidata |
| ----------------------- | --- |
| Miss Supranacional 2009 | - Ucrania - Oksana Moria |
| Primera Finalista       | - Bielorrusia - Marina Lepesha |
| Segunda Finalista       | - Polonia - Klaudia Ungerman |
| Tercera Finalista       | - Honduras - Ruth Alemán Alvarado |
| Cuarta Finalista        | - Inglaterra - Amanda Lillian Ball |

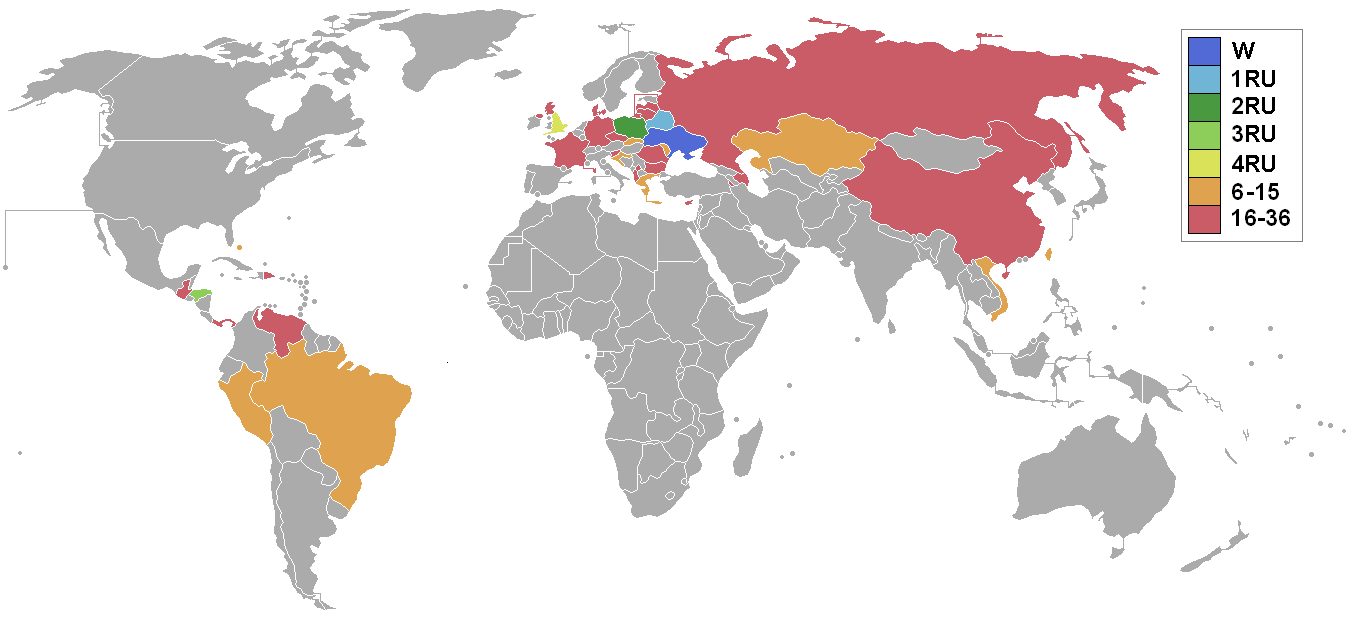
Mapa en el que se muestra las posiciones de las naciones competidoras en esta edición.

| Semifinalistas (Top 15) | - Bahamas - Kendra Wilkinson - Brasil - Karine Louise Osorio Pires - Croacia - Andreja Cavlović - Eslovaquia - Linda Mošatová - Grecia - Dimitra Alexandraki - Kazajistán - Alina Sheptunova - Moldavia - Ana Velesco - Perú - Gisela Cava Acuña - Taiwán - Liu Xiao’ou - Vietnam - Chung Thục Quyên § |

- § Votada por el público de todo el Mundo vía internet avanza al Top 15.

### Reinas Continentales
| Continente     | Candidata                             |
| -------------- | ------------------------------------- |
| América        | - Brasil - Karine Louise Osorio Pires |
| Asia y Oceania | - Taiwán - Liu Xiao’ou                |
| Europa         | - Eslovaquia - Linda Mošatová         |

## Premios Especiales
| Título               | Candidata                                   |
| -------------------- | ------------------------------------------- |
| Mejor Traje Nacional | - Vietnam - Chung Thục Quyên                |
| Mejor Cuerpo         | - Inglaterra - Amanda Lillian Ball          |
| Miss Fotogénica      | - Ucrania - Oksana Moria                    |
| Miss Personalidad    | - Bahamas - Kendra Wilkinson                |
| Miss Talento         | - Albania - Borana Kalerni                  |
| Miss Top Model       | - Rusia - Natalia Koroleva                  |
| Miss Internet        | - Vietnam - Chung Thục Quyên                |
| Miss Elegancia       | - Dinamarca - Josephine Bergsler Heldbrandt |
| Miss Congenialidad   | - Bahamas - Kendra Wilkinson                |

## Candidatas
36 candidatas compitieron por el título:
(En la tabla se utiliza su nombre completo, los sobrenombres van entrecomillados y los apellidos utilizados como nombre artístico, entre paréntesis; fuera de ella se utilizan sus nombres «artísticos» o simplificados).
| País/Territorio      | Candidata                       | Edad | Residencia          |
| -------------------- | ------------------------------- | ---- | ------------------- |
| Albania              | Borana Kalemi                   | 18   | Tirana              |
| Alemania             | Shqipe Kadriu                   | 23   | Berlín              |
| Azerbaiyán           | Diana Chernova                  | 23   | Bakú                |
| Bahamas              | Kendra Demetria Wikinson        | 20   | Nasáu               |
| Bielorrusia          | Marina Lepesha                  | 21   | Minsk               |
| Brasil               | Karine Louise Osorio Pires      | 20   | Ponta Grossa        |
| Bulgaria             | Mirena Georgieva                | 22   | Burgas              |
| China                | Jun Shi                         | 21   | Pekín               |
| Chipre               | Nerantzoula Emmanouilidou       | 23   | Nicosia             |
| Croacia              | Andreja Cavlovic                | 21   | Bjelovar            |
| Dinamarca            | Josephine Bergsler Heldbrandt   | 17   | Holte               |
| Escocia              | Anastasia Mikhaildes            | 18   | Colchester          |
| Eslovaquia           | Linda Mošatová                  | 20   | Ludanice            |
| Eslovenia            | Vanesa Stefanowski              | 19   | Maribor             |
| Francia              | Jennifer Tawk                   | 22   | Estrasburgo         |
| Grecia               | Dimitra Alexandraki             | 19   | Atenas              |
| Guatemala            | Evelyn Suseth Arreaga Marroquín | 25   | Ciudad de Guatemala |
| Honduras             | Ruth Alemán Alvarado            | 21   | San Pedro Sula      |
| Inglaterra           | Amanda Lillian Ball             | 19   | Liverpool           |
| Irlanda del Norte    | Sarah Marteau                   | 17   | Mánchester          |
| Kazajistán           | Alina Sheptunova                | 20   | Astaná              |
| Kosovo               | Jehona Krasniqi                 | 17   | Pristina            |
| Letonia              | Anastasija Begeba               | 18   | Riga                |
| Lituania             | Ernesta Mazulyte                | 21   | Vilna               |
| Moldavia             | Ana Velesco                     | 20   | Galati              |
| Panamá               | Silvia Oneida Acosta            | 24   | San Pedro Sula      |
| Perú                 | Nancy Gisella Cava Acuña        | 20   | Trujillo            |
| Polonia              | Klaudia Maria Ungerman          | 20   | Łódź                |
| República Checa      | Aneta Zelena                    | 18   | Prostějov           |
| República Dominicana | Kirsis Celestino Jean           | 20   | Santo Domingo       |
| Rumania              | Anca Vasiu                      | 19   | Bucarest            |
| Rusia                | Natalia Koroleva                | 20   | Moscú               |
| Taiwán               | Liu Xiao’ou                     | 23   | Taipéi              |
| Ucrania              | Oksana Moria                    | 20   | Dnipró              |
| Venezuela            | Silvia Rosa Meneses Perdomo     | 20   | Caracas             |
| Vietnam              | Chung Thục Quyên                | 22   | Ciudad Ho Chi Minh  |

### Candidatas retiradas
- Ecuador - Sandra Vinces
- España - Vanesa Andino
- Gales - Alexandar Hamit
- Irlanda - Zara Mansfield
- Surinam - Myrtill Oldenstam
- Tailandia - Phanutsarom Khumgit

## Datos acerca de las delegadas
- Algunas de las delegadas de Miss Supranacional 2009 han participado en otros certámenes internacionales de importancia:
  - Ernesta Mazulyte (Lituana) participó sin éxito en World Miss University 2006.
  - Ruth Alemán (Honduras) participó sin éxito en Miss Piel Dorada Internacional 2007 representando a Islas de la Bahía.
  - Ana Velesco (Moldavia) fue cuarta finalista en Miss Global Beauty Queen 2008.
  - Gisella Cava (Perú) participó sin éxito en Miss Maja Mundial 2008.
  - Klaudia Ungerman (Polonia) participó sin éxito en Miss Mundo 2008.
  - Chung Thục Quyên (Vietnam) participó sin éxito en Miss Turismo Queen Internacional 2008 y Miss Internacional 2010.
  - Anca Vasiu (Rumania) participó sin éxito en Miss Bikini Internacional 2009.
  - Alina Sheptunova (Kazajistán) participó sin éxito en Miss International Beauty and Model 2009.
  - Jennifer Tawk (Francia) participó sin éxito en Miss International Beauty and Model 2009 representado a Mónaco.
  - Kendra Wilkinson (Bahamas) participó sin éxito en Top Model of the World 2009/2010.
  - Liu Xiao’ou (Taiwán) fue semifinalista en Top Model of the World 2009/2010.
  - Mirena Georgieva  (Bulgaria) participó sin éxito en Miss Princess of the World 2010.
  - Dimitra Alexandraki (Grecia) fue cuartofinalista en Miss Model of the World 2010.
  - Evelyn Arreaga (Guatemala) fue semifinalista en Miss Tourism Queen of the Year Internacional 2010
  - Amanda Lillian Ball (Inglaterra) fue ganadora de Miss Global Internacional 2012.

## Sobre los países de Miss Supranacional 2009

### Naciones debutantes
- Albania
- Alemania
- Azerbaiyán
- Bahamas
- Bielorrusia
- Brasil
- Bulgaria
- China
- Chipre
- Croacia
- Dinamarca
- Escocia
- Eslovaquia
- Eslovenia
- Francia
- Grecia
- Guatemala
- Honduras
- Inglaterra
- Irlanda del Norte
- Kazajistán
- Kosovo
- Letonia
- Lituania
- Moldavia
- Panamá
- Perú
- Polonia
- República Checa
- República Dominicana
- Rumania
- Rusia
- Taiwán
- Ucrania
- Venezuela
- Vietnam